# グルーヴ・アルマダ
グルーヴ・アルマダ（Groove Armada）は、アンディ・カトーとトム・フィンドレイの2人から成るイギリスのテクノユニットである。1994年結成。ライブはギター、ベース、ドラム、それにボーカルを加えたフル・バンド体制で行なわれる。
ビッグ・ビート・ムーヴメントの一翼を担う存在として、イギリスではベースメント・ジャックス、アンダーワールド (バンド)、ケミカル・ブラザーズと並んで高い人気を持ち、2003年の「The Brit Awards」ではベスト・ブリティッシュ・ダンス・アクトにノミネートされた。

## 概要
1997年、『ノーザン・スター』 でアルバム・デビュー。1999年にリリースされたセカンド・アルバム 『ヴァーティゴ』 から「アイ・シー・ユー・ベイビー」が大ヒット。この曲は世界のトップDJ達にスピンされ、その年のフロアを席巻するとともに、各方面から好評価を受けたアルバムも全英ナショナルチャートのトップ20入りを果たす。 ファットボーイ・スリムとの親交が深く、サード・アルバムからのシングル「スーパー・スタイリン」は彼の大プッシュをきっかけにスマッシュ・ヒットを記録。バンドを代表する一大ダンス・アンセムとなった。
2002年にリリースされたアルバム『ラヴボックス』 からファンク色の強め、あらゆるポップ・ミュージックを取り込む折衷主義的な幅広いスタイルで活動を行っている。
デビュー時から、DJスタイルではなくバンドを用いての生演奏スタイルを実践しており、現在ではバンド・メンバー16人の大編成でライブを行う。自身もフェイスレスと共に「世界一のライブ・ダンス・バンド」を公言する。
欧米での人気ぶりに反比例し、長らく日本での公演が実現しなかったことから「未だ来日していない最後の大物ダンス・アクト」と呼ばれて久しかったものの、2007年ついに初来日を果たす。満を持して出演したフジロックフェスティバル '07では、初日のホワイト・ステージのトリを務めた。
そして、2010年に千葉県千葉市美浜区幕張海浜公園で開催されたビッグビーチフェスティバルにも出演を果たした。

## メンバー
- トム・フィンドレイ (Tom Findley) - サンプリング、ミキサー、キーボード他
- アンディ・カトー (Andy Cato) - トロンボーン、キーボード、ベース他

## ディスコグラフィ

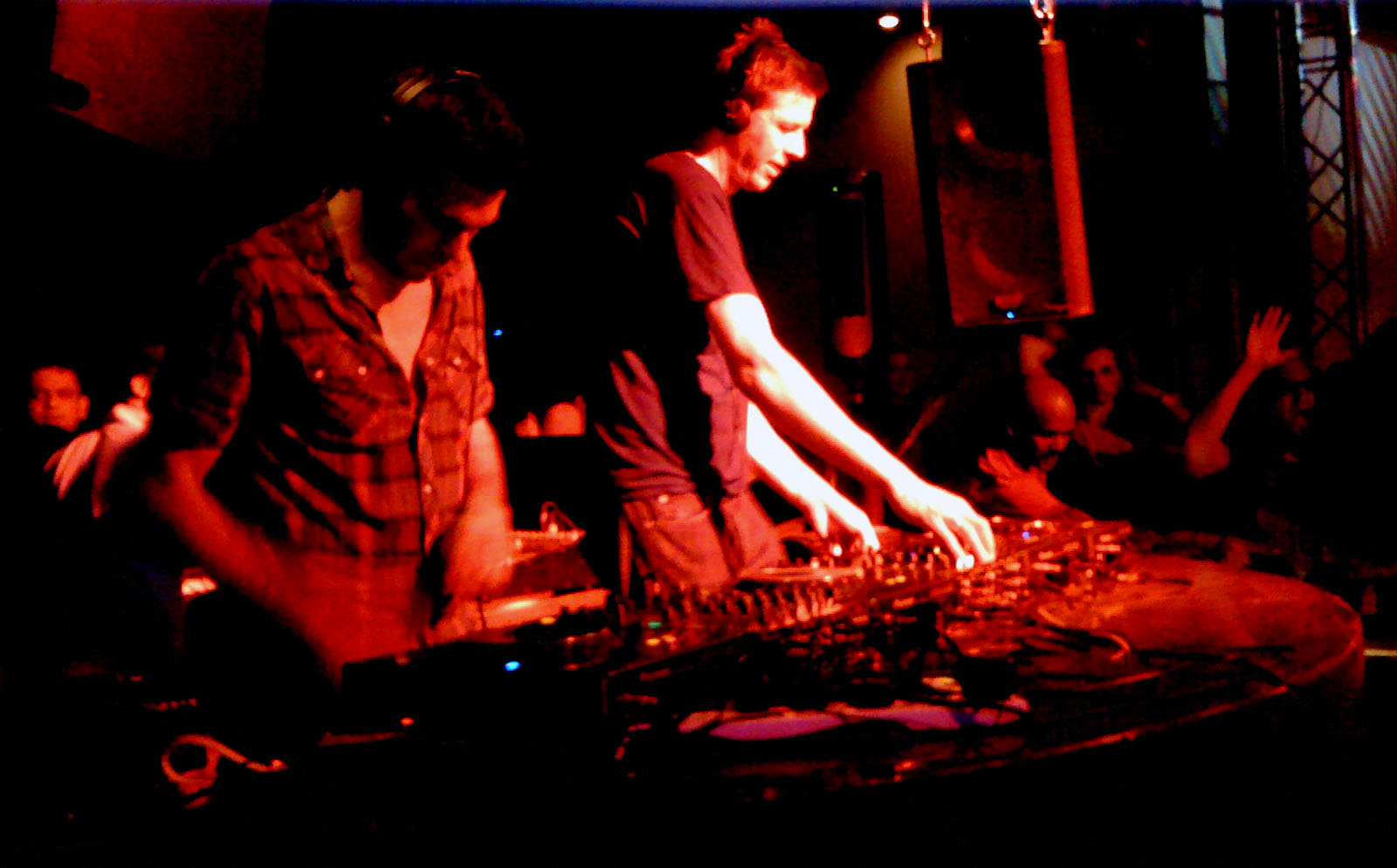
グルーヴ・アルマダ（2010年）

### スタジオ・アルバム
- 『ノーザン・スター』 - Northern Star (1997年)
- 『ヴァーティゴ』 - Vertigo (1999年)
- Goodbye Country (Hello Nightclub) (2001年)
- 『ラヴボックス』 - Lovebox (2002年)
- 『サウンドボーイ・ロック』 - Soundboy Rock (2007年)
- 『ブラック・ライト』 - Black Light (2010年)
- White Light (2010年)
- Little Black Book (2015年)
- Edge of the Horizon (2020年)

### コンピレーション・アルバム
- Back to Mine (2000年)
- The Remixes (2000年)
- AnotherLateNight: Groove Armada (2002年)
- The Dirty House Session (2002年)
- 『ザ・ベスト・オブ』 - The Best of (2004年) ※全英6位 ゴールド (全英)[4]
- Doin' It After Dark Vol 1 (2004年)
- Doin' It After Dark Vol 2 (2004年)
- Essential Summer Groove (2004年)
- Groove Armada Presents... (2004年)
- Greatest Hits (2007年)
- GA10: 10 Year Story (2007年)
- Groove Armada Presents Lovebox Festivals & Fiestas (2008年)
- Twenty One (2019年)[5]